# مارادونای جدید
مارادونای جدید یا دیگوی جدید عنوانی است که رسانه‌ها و هواداران فوتبال، با الهام از نام دیگو آرماندو مارادونا به بازیکنان آینده‌دار فوتبال در آرژانتین می‌دهند.

## فهرست بازیکنانی که مارادونای جدید نامیده شدند
- دیگو لاتوره[۱]
- آریل ارتگا[۲]
- خوان رومان ریکلمه[۳]
- آندرس دی‌الساندرو[۴]
- خاویر ساویولا[۵]
- کارلوس مانیرلی[۶]
- کارلوس توز[۷]
- لیونل مسی[۸]
- سرخیو آگوئرو[۹]
- ازکیل لاوزی[۱۰]
- مائورو زارته[۱۱]
- فرانکو دی‌سانتو[۱۲]
- آنخل دی ماریا